# قشلاق بهلولة
قشلاق بهلولة هي قرية في مقاطعة ماكو، إيران. يقدر عدد سكانها بـ 202 نسمة بحسب إحصاء 2016.